# Marc Baudru
Pour les articles homonymes, voir Baudru.
Marc Baudru, né le 8 juillet 1899 à Toulouse et mort le 25 mai 1978 à Gourdon, est un homme politique français.

## Détail des fonctions et des mandats
Mandat locaux
- 1944-1971 : Maire de Gourdon
- 1945-1970 : Conseiller général du Canton de Gourdon

Mandat parlementaire
- 19 juin 1955 - 26 avril 1959 : Sénateur du Lot